# Lin Wenyi
Lin Wenyi (setembro de 1944) é uma engenheira chinesa e política. É presidente da Liga de Autogoverno Democrático de Taiwan, um partido político legal menor na China e vice-presidente da Conferência Consultiva Política do Povo Chinês. O seu pai era de Tainan, Taiwan;  nasceu em Qingdao.
Licenciada na Universidade Tsinghua, Lin trabalhou em Xinjiang como técnica. Após de deixar Xinjiang em 1973,  começou a trabalhar na Academia Chinesa das Ciências como física. Obteve um doutoramento pela Universidade de Liverpool. Começou em 1994 como professora de dedicação exclusiva na Universidade Tsinghua.
Tem servido numa variedade de postos políticos durante a sua vida. Juntou-se à Liga de Autogoverno Democrático de Taiwan em dezembro de 1990. Foi subdirectora da educação do Município de Pequim, assistente do prefeito, e entre 1996 e 2003, vice-presidente de Pequim. Em março de 2003 foi nomeada secretária deputada-geral da comissão permanente do Congresso do Povo Nacional.
Em dezembro de 2005, foi nomeada presidente da Liga de Autogoverno Democrático de Taiwan. Esteve também implicada na preparação da olimpíada de Pequim.